# جو پیکاک
جو پیکاک (به انگلیسی: Joe Peacock) بازیکن فوتبال زادهٔ ۱۵ مارس ۱۸۹۷ اهل کشور انگلستان که سابقهٔ بازی در تیم ملی فوتبال انگلستان را در کارنامهٔ خود دارد. وی در تاریخ ۹ مه ۱۹۲۹ نخستین بازی ملی خود را در مقابل تیم ملی فوتبال فرانسه انجام داد و با حضور در ۳ بازی ملی، در تاریخ ۱۵ نوامبر ۱۹۲۹ واپسین بازی ملی‌اش را در برابر تیم ملی فوتبال اسپانیا برگزار کرد.